# Türrosette

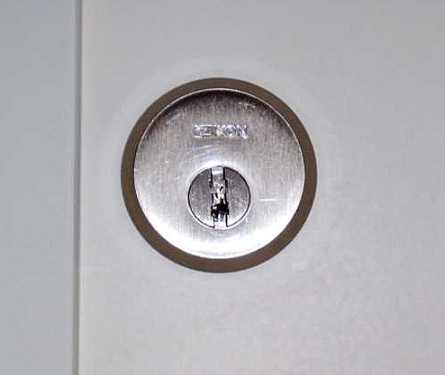
Sicherheitsrosette

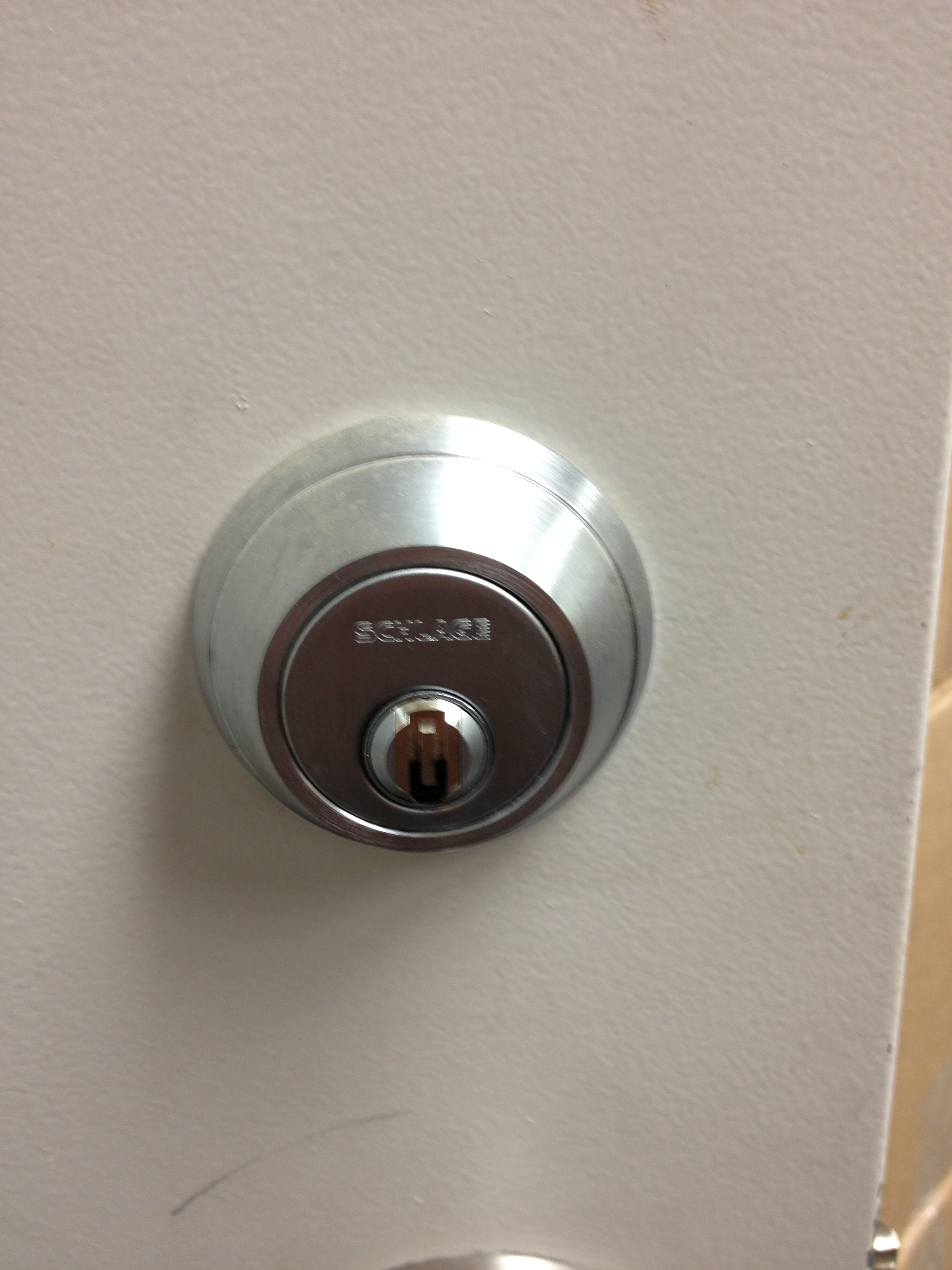
Abschrägung der Sicherheitsrosette

Eine Türrosette ist eine Abdeckplatte über dem Türschloss in kleinerer Ausführung (als das Türschild).
Die Türrosette ist meist kreisförmig. Es wird zwischen Türdrücker-Rosetten und Schlüssel-Rosette unterschieden.
Hinsichtlich ihrer Lochung unterteilen sich die Schlüssel(loch)rosetten in solche mit Buntbartlochung und solche mit Profilzylinder-Lochung (PZ-Lochung). Letztere werden auch nach DIN 18257 als Schutz- bzw. Sicherheitsrosetten (Verschraubung von innen mit hochzugfesten Schrauben), mit oder ohne Zylinderabdeckung (ZA), in runder (i. d. R. für Holztüren) und ovaler (für Rohrrahmentüren) Bauform hergestellt. Eine Abschrägung der Sicherheitsrosette soll ein Abrutschen einer Zange bei einem Einbruchversuch bewirken.